# 1728
1728 (MDCCXXVIII) byl rok, který dle gregoriánského kalendáře započal čtvrtkem.

## Události
- 21. srpna – Dánský mořeplavec Vitus Bering ve službách ruského námořnictva na první kamčatské výpravě objevil u Aljašky ostrov Svatého Vavřince.
- Dánsko-norský misionář Hans Egede založil v Grónsku osadu Godthåb (dnešní hlavní město Nuuk).
- Císař Karel VI. vydal merkantilistický edikt na podporu domácí výroby.

### Probíhající události
- 1718–1730 – Tulipánová éra
- 1727–1729 – Anglo-španělská válka

## Narození

### Česko
- 11. května – Jan Antonín Sedláček, chrámový skladatel († 26. července 1805)
- 26. května – Anna Františka Hatašová, operní pěvkyně († 15. prosince 1781)
- 27. června – Karel Jan z Ditrichštejna, moravsko-rakouský šlechtic a kníže († 25. května 1808)
- 1. prosince – František Wolff, jezuita, filozof a teolog († 17. ledna 1781)

### Svět

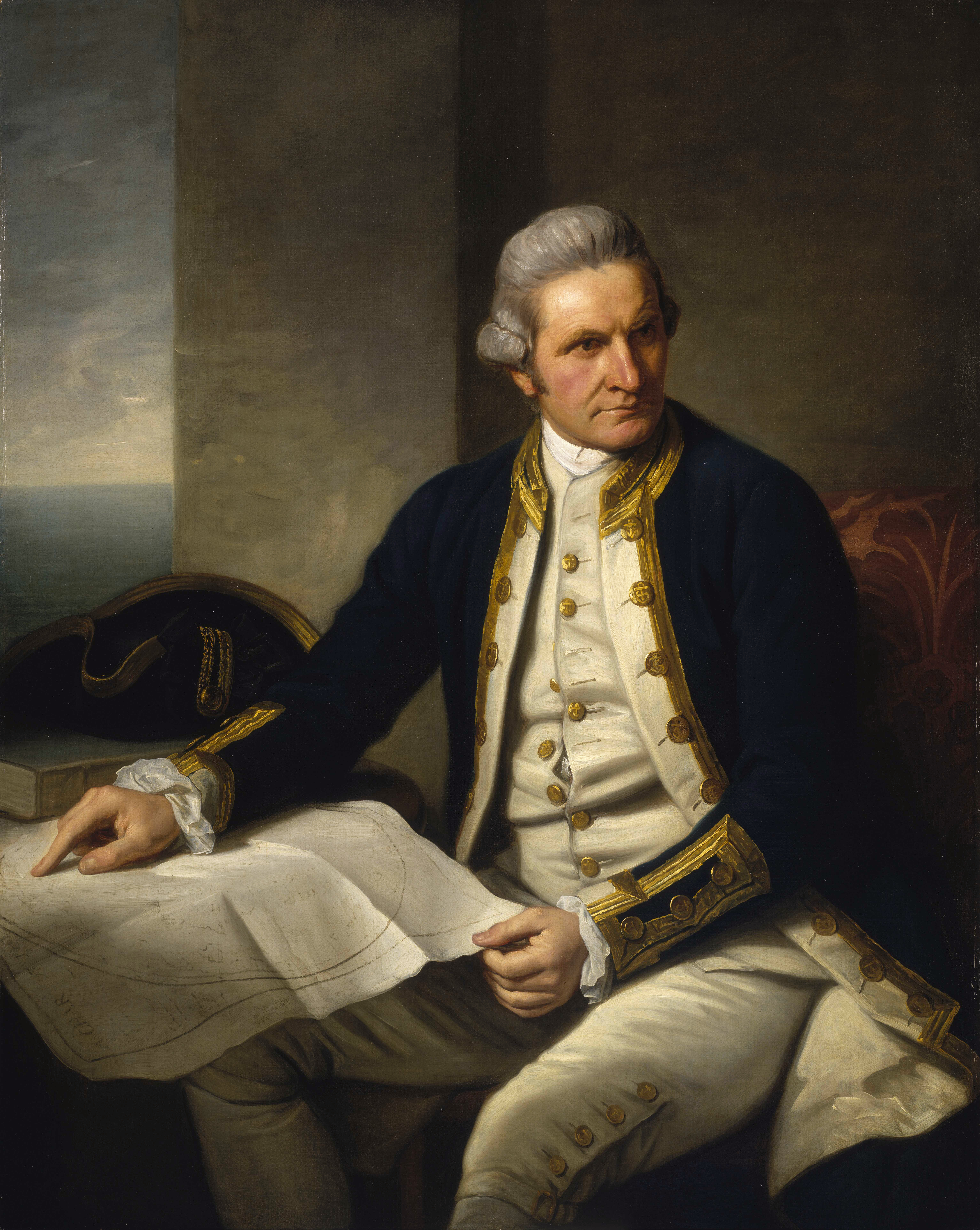
James Cook (* 27. října)

- 16. ledna – Niccolò Piccinni, italský operní skladatel († 7. května 1800)
- 13. února – John Hunter, skotský lékař a chirurg, zakladatel moderní patologie († 16. října 1793)
- 21. února – Petr III., ruský car († 17. července 1762)
- 28. února – Jozef Bencúr, slovenský evangelický kněz a spisovatel († 21. srpna 1784)
- 12. března – Anton Raphael Mengs, německý malíř († 29. června 1779
- 14. března – Ivan Polzunov, ruský mechanik, vynálezce dvoucylindrového parního stroje († 27. května 1766)
- 22. března – Giacomo Insanguine, italský hudební skladatel, varhaník a pedagog († 1. února 1795)
- 28. března – Zübeyde Sultan, osmanská princezna a dcera sultána Ahmeda III. († 4. června 1756)
- 16. dubna – Joseph Black, skotský fyzik a chemik († 6. prosince 1799)
- 23. dubna – Samuel Wallis, britský mořeplavec, který obeplul svět († 21. ledna 1795)
- 23. června – Gabriel Daniel, francouzský jezuita a historik (* 8. února 1649)
- 3. července – Robert Adam, britský architekt († 3. března 1792)
- 26. srpna – Johann Heinrich Lambert, švýcarský matematik, fyzik, astronom a filozof († 25. září 1777)
- 23. září – Carlo Allioni, italský lékař a botanik († 30. července 1804)
- 27. října – James Cook, britský námořní kapitán a objevitel († 14. února 1779)
- 2. listopadu – Antoine-Éléonor-Léon Leclerc de Juigné, francouzský arcibiskup († 19. března 1811)
- 10. listopadu – Oliver Goldsmith, anglický básník, prozaik a lékař († 4. dubna 1774)
- 22. listopadu – Karel Fridrich Bádenský, badenský markrabě a první velkovévoda († 10. června 1811)
- 9. prosince – Pietro Alessandro Guglielmi, italský hudební skladatel, dirigent a sbormistr († 19. listopadu 1804)

## Úmrtí
- 30. ledna – Alžběta Augusta Falcko-Neuburská, německá šlechtična a princezna (* 17. března 1693)
- 15. března – Anna Petrovna, ruská velkokněžna (* 27. ledna 1708)
- 20. března – Camille d'Hostun, vévoda de Tallard, francouzský vojevůdce (* 14. února 1652)
- 16. dubna – Ján Abrahamffy, slovenský spisovatel (* 1662)
- 22. května – Johann Fridrich Eosander von Göthe, švédsko-německý stavitel a voják (* 24. srpna 1669)
- 14. srpna – Arnošt August, vévoda z Yorku a Albany, mladší bratr britského krále Jiřího I. (* 17. září 1674)
- 15. srpna – Marin Marais, francouzský hudební skladatel (* 31. května 1656)
- 26. srpna – Anna Marie Orleánská, členka francouzské královské rodiny (* 27. srpna 1669)
- 23. září – Christian Thomasius, německý filozof a progresivní pedagog (* 1. ledna 1655)
- 10. listopadu – Fjodor Matvejevič Apraxin, jeden z prvních ruských admirálů (* 1661)
- 13. prosince – Giuseppe Zambeccari, italský lékař (* 19. března 1655)

## Hlavy států
- Dánsko-Norsko – Frederik IV. (1699–1730)
- Francie – Ludvík XV. (1715–1774)
- Habsburská monarchie – Karel VI. (1711–1740)
- Osmanská říše – Ahmed III. (1703–1730)
- Polsko – August II. (1709–1733)
- Portugalsko – Jan V. (1706–1750)
- Prusko – Fridrich Vilém I. (1713–1740)
- Rusko – Petr II. (1727–1730)
- Španělsko – Filip V. (1724–1746)
- Švédsko – Frederik I. (1720–1751)
- Velká Británie – Jiří II. (1727–1760)
- Papež – Benedikt XIII. (1724–1730)
- Japonsko – Nakamikado (1709–1735)
- Perská říše – Tahmásp II. (1722–1732)